# Lago de Sanabria y alrededores
Lago de Sanabria y alrededores este o arie protejată (arie specială de conservare — SAC, sit de importanță comunitară — SCI) din Spania întinsă pe o suprafață de 32.508,74 ha, integral pe uscat.

## Localizare
Centrul sitului Lago de Sanabria y alrededores este situat la coordonatele 42°08′57″N 6°49′11″W / 42.1491°N 6.8197°V.

## Înființare
Situl Lago de Sanabria y alrededores a fost declarat sit de importanță comunitară în ianuarie 1998 pentru a proteja 7 specii de plante și 22 de specii de animale. Situl a fost protejat și ca arie specială de conservare în septembrie 2015.

## Biodiversitate
Situată în ecoregiunea mediteraneană, aria protejată conține 27 de habitate naturale: Mlaștini turboase de tranziție și turbării mișcătoare, Grohotișuri termofile și vest-mediteraneene, Fânețe de joasă altitudine (Alopecurus pratensis, Sanguisorba officinalis), Formațiuni ierboase bogate în specii de Nardus, dezvoltate pe substraturi silicioase în zone montane (și în zone submontane, în Europa continentală), Păduri de Castanea sativa, Turbării active, Păduri de Ilex aquifolium, Lande oro-mediteraneene cu formațiuni endemice de grozamă, Pante stâncoase silicioase cu vegetație casmofită, Formațiuni montane de Cytisus purgans, Păduri mediteraneene de Taxus baccata, Depresiuni pe substraturi de turbă de Rhynchosporion, Păduri aluvionare cu Alnus glutinosa și Fraxinus excelsior (Alno-Padion, Alnion incanae, Salicion albae), Lacuri și iazuri distrofice naturale, Pajiști uscate europene, Râuri mediteraneene cu debit permanent și vegetație de Glaucium flavum, Iazuri temporare mediteraneene, Cursuri de apă de la nivel de câmpie la nivel montan, cu vegetație Ranunculion fluitantis și Callitricho-Batrachion, Pajiști umede atlantice temperate cu Erica ciliaris și Erica tetralix, Pajiști cu Molinia pe soluri calcaroase, turboase sau argilos-nămoloase (Molinion caeruleae), Păduri de stejar galițio-portugheze cu Quercus robur și Quercus pyrenaica, Ape oligotrofe din câmpii nisipoase, cu un conținut foarte redus de minerale (Littorelletalia uniflorae), Lacuri eutrofice naturale cu vegetație de tip Magnopotamion sau Hydrocharition, Pajiști alpine și boreale, Pajiști oro-iberice cu Festuca indigesta, Roci stâncoase cu vegetație pionieră de Sedo-Scleranthion sau Sedo albi-Veronicion dillenii, Liziere de ierburi înalte hidrofile de câmpie și de nivel montan până la alpin.
La baza desemnării sitului se află mai multe specii protejate:
- plante (7): Eryngium viviparum, Festuca elegans, Festuca summilusitana, Hamatocaulis vernicosus, Narcissus asturiensis, Narcissus pseudonarcissus subsp. nobilis, Santolina semidentata
- amfibieni (1): Discoglossus galganoi
- mamifere (7): liliac cârn (Barbastella barbastellus), Galemys pyrenaicus, vidră de râu (Lutra lutra), liliac cu urechi de șoarece (Myotis blythii), liliac cărămiziu (Myotis emarginatus), liliac comun (Myotis myotis), liliacul mic cu potcoavă (Rhinolophus hipposideros)
- nevertebrate (10): croitorul mare al stejarului (Cerambyx cerdo), Coenagrion mercuriale, fluturele auriu (Euphydryas aurinia), Euplagia quadripunctaria, Geomalacus maculosus, Gomphus graslinii, rădașcă (Lucanus cervus), Macromia splendens, Margaritifera margaritifera, Oxygastra curtisii
- pești (2): Achondrostoma arcasii, Pseudochondrostoma duriense
- reptile (2): Iberolacerta monticola, Lacerta schreiberi

Pe lângă speciile protejate, pe teritoriul sitului au mai fost identificate 43 de specii de plante, 9 specii de amfibieni, 11 specii de mamifere, 8 specii de nevertebrate, 2 specii de pești, 2 specii de reptile.